# Jämtlandssången
Jämtlandssången, Jämtlands brudmarsch eller Så tåga vi tillsamman, är Jämtlands landskapssång, skriven av Wilhelm Peterson-Berger efter en gammal brudmarsch spelad av jämtska fiolspelmän sedan åtminstone slutet av 1700-talet. Texten av Peterson-Berger publicerades första gången år 1931. 
Den första person man känner till som spelar Jämtländsk brudmarsch är spelmannen Olof Zackrisson (1778–1871) från Ringvattnet i Alanäs socken i norra Jämtland, vilket kan betyda att ursprunget till visan kommer från Olofs släkt. Sonsonen Erik Axel Näsström (1871–1961) från Ringvattnet nynnar sången i en inspelning som gjordes av radioproducenten Matts Arnberg hösten 1951, där Erik Axel anger sin farfar som källa till visan.

## Text
Jämtlandssången finns i två versioner, den svenska av Peterson-Berger och en jämtsk variant med text av P G Norman och Bo Oscarsson från 1983. Dessa två har översatts till en engelsk version skriven av Elisabeth Rolandsson 2017 – "The Jamtland song".

### Textversioner
| Text på svenska | Text på jamska | Text på engelska |
| --- | --- | --- |
| Så tåga vi tillsamman bort mellan Jämtlands gröna ängar, bort mellan nyland som prunka fulla av bröllopsblomsters prakt. Så skåda vi med gamman hän emot berg i blåa fjärran, hän över sjöar, strömmar, skogar, alltjämt kring bygder på vakt. Fagert är landet som blev vår lott och arvedel! Så firom dess fägring nu med sång och stråkars spel! Så tändom ånyo det hopp som våra fäder närt: för slit och mödor av fröjd och sol ett mått oss beskärt. | Mæ går på stigom å leit oss opp öve bakkan, bort milla åkrom, opp hitat vållom, der bjällan pingel skvällht i jænsmässti. Mæ sir frå höjdom bort mot åsom, der kjörsan står milla gålom bort ditat fjällom vår der Skuta står så gnistrenes vit. Fejen så sjong mæ att‚ JAMTLANN DE E LANNE VÅRT! i tusen år ha mæ hadd'e, håll'e därför hårt. Ler ta den friheit som fedran ein gång at oss ga! Hen ske mæ læva å minnes allht, som fedran oss sa! | Side by side unite as one, through woods and fields in midnight-sun. On hills where flowers show its grace in perfect place. We see the work of mothers hand, through tears and joy create this land. With northern lights on mountain high where church's shining bright. I raise up my voice and proclaim, Jamtland's in my heart. For thousand years in possession, each day a grateful start. We celebrate our freedom with pride, as fathers cried out loud. For wear and tear and the love we share, the greatness we care. I raise up my voice - Jamtland's in my heart |

### Ordförklaring, jamska till svenska
- mæ – vi
- bjällan – skällorna
- pingel – klingar
- vållom – 'vallarna', fäbodarna
- skvällht – 'ekofyllt'
- jænsmässti – midsommartid
- kjörsan – kyrkorna
- Skuta – Åreskutan
- fejen – glad, glada
- fedran – fäderna
- hen – här

Ändelsen -om i orden stigom, åkrom, vållom, etc är dativformen i pluralis (stigarna, åkrarna, vallarna). Här är det de dativstyrande prepositionerna: på, milla, hitat, frå, mot, milla och ditat, som ger dativformerna.

## Allsång
Jämtlandssången är nationalsång för Republiken Jamtland. Varje år under Storsjöyran efter Eva Röses presidenttal framförs Jämtlandssången av minst 25 000 jämtar, ragundingar och härjedalingar på Stortorget i Östersund.

## Inspelningar
Merit Hemmingson gav ut en instrumentalversion på musikalbumet Huvva! – svensk folkmusik på beat från 1971.
På Discogs finns ett stort antal inspelningar listade.